# Kevin Hardy (cestista)
Kevin Christopher Hardy (Lake Charles, 27 maggio 1993) è un ex cestista statunitense.